# Luis Carlos Ruiz
Luis Carlos Ruiz Morales (Santa Marta, Magdalena; 8 de enero de 1987) es un futbolista colombiano que juega como delantero. Su último equipo fue Millonarios. 

## Trayectoria

### Barranquilla y Junior
Fue descubierto por Hermenegildo Segrera quien lo formó y ayudó a comenzar su carrera jugando en las divisiones menores de la selección del Magdalena, donde sus buenas actuaciones, sus goles en especial, captaron la atención del Junior que lo incorporó a su equipo filial, el Barranquilla Fútbol Club. 
En el año 2007 debuta en el filial del Junior donde consigue tener un año con 18 goles, saliendo figura durante el torneo de la B junto con el arquero Camilo Reyes y Teofilo Gutierrez y a raíz de esto, Santiago Escobar (técnico del Junior a comienzos del 2008) lo asciende al primer equipo del Junior, con Julio Comesaña (en ese mismo año) se consolida como titular. Debido al módulo táctico (formación) que usaba Comesaña lo ubicó como un mediocampista externo y no como delantero, pese a ello tuvo buenas actuaciones que lo convirtieron en un titular indiscutible y fue protagonista de la obtención de los títulos que consigue el Junior en 2010 y en 2011.
Durante el año 2012 tuvo un destacado año con el Junior marcando 9 goles en todo el año donde el más destacado fue el gol al Bolívar en la Paz durante la fase de grupos de la Copa Libertadores de dicho año. El 2013 sería su mejor año, no obstante sufrió varios altibajos en su rendimiento individual en el primer semestre del año marcando solo 3 goles (2 en la liga y 1 en la copa) alternando muchas convocatorias entre la suplencia y la titularidad. Durante el segundo semestre de ese año su rendimiento explotó en tal manera que llegó a convertirse en el goleador del campeonato colombiano en la segunda mitad del año, junto con Dayro Moreno, marcando 16 goles. Durante el transcurso del torneo apertura 2014 fue anunciado su traspaso al fútbol chino para jugar en el Shanghái Shenhua. Durante su paso por Junior dejó como saldo 226 partidos jugados repartidos en 191 por la liga (donde convirtió 34 goles), 28 por las copas locales (1 gol) y 7 por las copas internacionales (1 gol), siendo titular en 163 ocasiones de los 226 partidos que disputó. También dejó en el Junior las marcas de ser el jugador con más goles en un torneo corto (16 goles) igualando la marca de Teófilo Gutiérrez como jugador con más goles en un torneo corto del fútbol colombiano del Junior y también siendo el hombre con más goles (4 goles) en un mismo partido como jugador del Junior.

### Shanghai Shenhua
Tras varios meses de ofertas inconclusas, el delantero fue transferido al equipo Shanghai Shenhua de China, donde fue compañero del también colombiano Giovanni Moreno. El traspaso de Ruiz al exterior significó ser la segunda venta más cara del Junior con 4 millones de dólares, solo por detrás de los 4'2 millones de dólares que el Trabzonspor de Turquía pagó por Teo Gutiérrez en 2009 y superando los 2'5 millones de euros pagados por el Club Brujas de Bélgica por Carlos Bacca en diciembre de 2011. En abril, el club tuvo un cambio de junta directiva y esta no le iba a tener en cuenta, con lo que fue declarado transferible durante el periodo de pausa de la liga china en junio. Durante semanas su antiguo club, el Atlético Junior, negoció la compra de la totalidad de su pase a cambio de 2 millones de dólares y cuando parecía que retornaría al equipo costeño, repentinamente, el Shanghai Shenhua paró las negociaciones debido al interés del Atlético Nacional, que finalmente lo ficharía a finales de junio.

### Atlético Nacional
A finales de junio del 2014 ficha por el Atlético Nacional, club que compró la mitad de su pase por una cifra no revelada (la cual se estima que fue de 3 millones de dólares), firmando un contrato de 3 años con el club verdolaga.

### Sport Recife
El 20 de julio es oficializado como nuevo jugador de Sport Recife del Brasileirao. Su primer gol lo marcaría el 11 de septiembre en la goleada de su equipo por 5 a 2 sobre el Santa Cruz FC.

### Atlético Nacional
Vuelve en febrero de 2017 a Atlético Nacional después de su cesión. Debuta el 2 de marzo en la victoria por 2 a 0 sobre Jaguares de Córdoba. Sus primeros dos goles los marca el 18 de marzo en la victoria por 3 a 1 sobre el Independiente Medellín en el clásico paisa saliendo como la figura del partido.

### Junior de Barranquilla
En enero de 2018 se confirma su vuelta al Junior de Barranquilla de la Categoría Primera A. Su primer gol lo marca el 8 de febrero en la victoria 3 por 1 sobre Club Olimpia de Paraguay por la Copa Libertadores 2018 así clasificando a la tercera fase, remontaron tras un 1-0 adverso en la ida. El 13 de marzo de 2019 jugaría su último partido con el Tiburón disputando 69 minutos frente al San Lorenzo de Almagro por Copa Libertadores.

### Cortuluá
El 10 de septiembre de 2021 es contratado por el Cortuluá luego de estar 3 temporadas sin equipo. En esta campaña logra ascender a la Primera División aportando 2 goles. Para el Torneo Apertura 2022 Ruiz se convierte en el capitán del equipo y es durante varias fechas el goleador del campeonato aunque no lograría avanzar al cuandrangular semifinal termina la campaña anotando 11 goles y recibe varias ofertas.

### Millonarios
El día 13 de junio de 2022 es presentado como el primer refuerzo de Millonarios para el  Torneo Finalización 2022. En su primer juego marca gol contra el Pasto, luego el 16 de julio en el clásico contra Nacional marca su segundo gol. El 2 de noviembre se consagra como campeón de la Copa Colombia 2022, final en la que marcó de penal el empate 1-1 ante su ex-equipo Junior de Barranquilla. 
El 24 de junio de 2023 gana su segundo título en Millonarios: el Torneo Finalización ante Atlético Nacional y se convierte en uno de los jugadores con más conquistas del torneo local.

## Estadísticas
| Club                         | Div           | Temporada     | Liga  | Liga  | Copas nacionales(1) | Copas nacionales(1) | Torneos internacionales(2) | Torneos internacionales(2) | Total | Total | Media goleadora(3) |
| Club                         | Div           | Temporada     | Part. | Goles | Part.               | Goles               | Part.                      | Goles                      | Part. | Goles | Media goleadora(3) |
| ---------------------------- | ------------- | ------------- | ----- | ----- | ------------------- | ------------------- | -------------------------- | -------------------------- | ----- | ----- | ------------------ |
| Barranquilla F.C. · Colombia | 2ª            | 2007          | 32    | 18    | -                   | -                   | -                          | -                          | 32    | 18    | 0,56               |
| Barranquilla F.C. · Colombia | Total club    | Total club    | 32    | 18    | 0                   | 0                   | 0                          | 0                          | 32    | 18    | 0,56               |
| Junior · Colombia            | 1ª            | 2008          | 12    | 0     | 5                   | 0                   | -                          | -                          | 17    | 0     | 0,0                |
| Junior · Colombia            | 1ª            | 2009          | 37    | 3     | 0                   | 0                   | -                          | -                          | 37    | 3     | 0,08               |
| Junior · Colombia            | 1ª            | 2010          | 30    | 1     | 6                   | 0                   | -                          | -                          | 36    | 1     | 0,03               |
| Junior · Colombia            | 1ª            | 2011          | 31    | 3     | 8                   | 0                   | 1                          | 0                          | 40    | 3     | 0,0                |
| Junior · Colombia            | 1ª            | 2012          | 33    | 8     | 4                   | 0                   | 6                          | 1                          | 43    | 9     | 0,07               |
| Junior · Colombia            | 1ª            | 2013          | 37    | 18    | 5                   | 1                   | -                          | -                          | 42    | 19    | 0,45               |
| Junior · Colombia            | 1ª            | 2014          | 6     | 1     | 0                   | 0                   | -                          | -                          | 6     | 1     | 0,16               |
| Junior · Colombia            | 1ª            | 2018          | 14    | 3     | 1                   | 0                   | 12                         | 3                          | 27    | 6     | 0,22               |
| Junior · Colombia            | 1ª            | 2019          | 8     | 1     | 2                   | 1                   | 2                          | 0                          | 12    | 2     | 0,1                |
| Junior · Colombia            | Total club    | Total club    | 208   | 38    | 31                  | 2                   | 21                         | 4                          | 260   | 44    | 0,16               |
| Shanghái Shenhua China       | 1ª            | 2014          | 9     | 1     | -                   | -                   | -                          | -                          | 9     | 1     | 0,11               |
| Shanghái Shenhua China       | Total club    | Total club    | 9     | 1     | 0                   | 0                   | 0                          | 0                          | 9     | 1     | 0,11               |
| Atlético Nacional · Colombia | 1ª            | 2014          | 12    | 2     | 3                   | 3                   | 11                         | 3                          | 26    | 8     | 0,31               |
| Atlético Nacional · Colombia | 1ª            | 2015          | 18    | 5     | 3                   | 1                   | 8                          | 4                          | 29    | 10    | 0,34               |
| Atlético Nacional · Colombia | 1ª            | 2016          | 9     | 3     | 2                   | 1                   | 6                          | 1                          | 17    | 5     | 0,29               |
| Atlético Nacional · Colombia | 1ª            | 2017          | 25    | 7     | 2                   | 0                   | 6                          | 0                          | 33    | 7     | 0,21               |
| Atlético Nacional · Colombia | Total club    | Total club    | 64    | 17    | 10                  | 5                   | 31                         | 8                          | 105   | 30    | 0,29               |
| Sport Recife · Brasil        | 1ª            | 2016          | 12    | 1     | -                   | -                   | 1                          | 0                          | 13    | 1     | 0,10               |
| Sport Recife · Brasil        | Total club    | Total club    | 12    | 1     | 0                   | 0                   | 1                          | 0                          | 13    | 1     | 0,10               |
| Cortuluá · Colombia          | 2ª            | 2021          | 14    | 2     | -                   | -                   | -                          | -                          | 14    | 2     | 0,15               |
| Cortuluá · Colombia          | 1ª            | 2022          | 18    | 11    | -                   | -                   | -                          | -                          | 18    | 11    | 0,59               |
| Cortuluá · Colombia          | Total club    | Total club    | 32    | 13    | 0                   | 0                   | 0                          | 0                          | 32    | 13    | 0,39               |
| Millonarios · Colombia       | 1ª            | 2022          | 24    | 5     | 5                   | 2                   | -                          | -                          | 29    | 7     | 0,33               |
| Millonarios · Colombia       | 1ª            | 2023          | 10    | 1     | 0                   | 0                   | 1                          | 0                          | 11    | 1     | 0,09               |
| Millonarios · Colombia       | Total club    | Total club    | 34    | 6     | 5                   | 2                   | 1                          | 0                          | 40    | 8     | 0,33               |
| Total carrera                | Total carrera | Total carrera | 379   | 93    | 45                  | 8                   | 54                         | 12                         | 478   | 114   | 0,25               |

## Palmarés

### Campeonatos nacionales
| Títulos               | Equipo            | País     | Año  |
| --------------------- | ----------------- | -------- | ---- |
| Torneo Apertura       | Junior            | Colombia | 2010 |
| Torneo Finalización   | Junior            | Colombia | 2011 |
| Torneo Finalización   | Atlético Nacional | Colombia | 2015 |
| Superliga de Colombia | Atlético Nacional | Colombia | 2016 |
| Torneo Apertura       | Atlético Nacional | Colombia | 2017 |
| Torneo Finalización   | Junior            | Colombia | 2018 |
| Superliga de Colombia | Junior            | Colombia | 2019 |
| Torneo Apertura       | Junior            | Colombia | 2019 |
| Superliga de Colombia | Junior            | Colombia | 2020 |
| Copa Colombia         | Millonarios       | Colombia | 2022 |
| Torneo Apertura       | Millonarios       | Colombia | 2023 |

### Torneos internacionales
| Títulos             | Equipo            | País     | Año  |
| ------------------- | ----------------- | -------- | ---- |
| Copa Libertadores   | Atlético Nacional | Colombia | 2016 |
| Recopa Sudamericana | Atlético Nacional | Colombia | 2017 |

### Distinciones individuales
| Distinción                                  | Equipo | Año  |
| ------------------------------------------- | ------ | ---- |
| Goleador del Torneo Finalización (16 goles) | Junior | 2013 |